# Christian Henrik de Thurah (søofficer)
 Der er flere personer med dette navn, se Christian Henrik de Thurah (forfatter).
Christian Henrik de Thurah (også Henrich, Hendrik, født Thura) (22. oktober 1729 i Lejrskov, Anst Herred – 18. september 1812 i København) var en dansk søofficer, far til Albert de Thurah.
Han var søn af Albert Thura, blev antaget 1743 som lærling i styrmandskundskaben på Holmen, gik 1747 i hollandsk koffardifart på Middelhavet, 1755 sekondløjtnant i Søetaten, 1760 premierløjtnant og samme år interims-ekvipagemester på Holmen, dvs. de facto leder af skibsværftet på Bremerholm, blev 1761 ekvipagemester og samme år kaptajnløjtnant, 1770 kaptajn, 1783 kommandørkaptajn, 1788 indrulleringschef for Slesvig med bolig i Flensborg og afskediget 1799 med kommandørs karakter.
Eftersom de oprindeligt adlede (1740) medlemmer af slægten Thurah var døde uden mandlige arvinger, blev Christian Henrik Thura den 22. april 1773 optaget i den danske adelstand. Han er således stamfader til alle nulevende medlemmer af slægten.
Han blev 19. maj 1760 gift med Helene f. Weinigel (4. marts 1736 – 11. februar 1815).
Thurah er begravet på Holmens Kirkegård.